# B&B Hotels

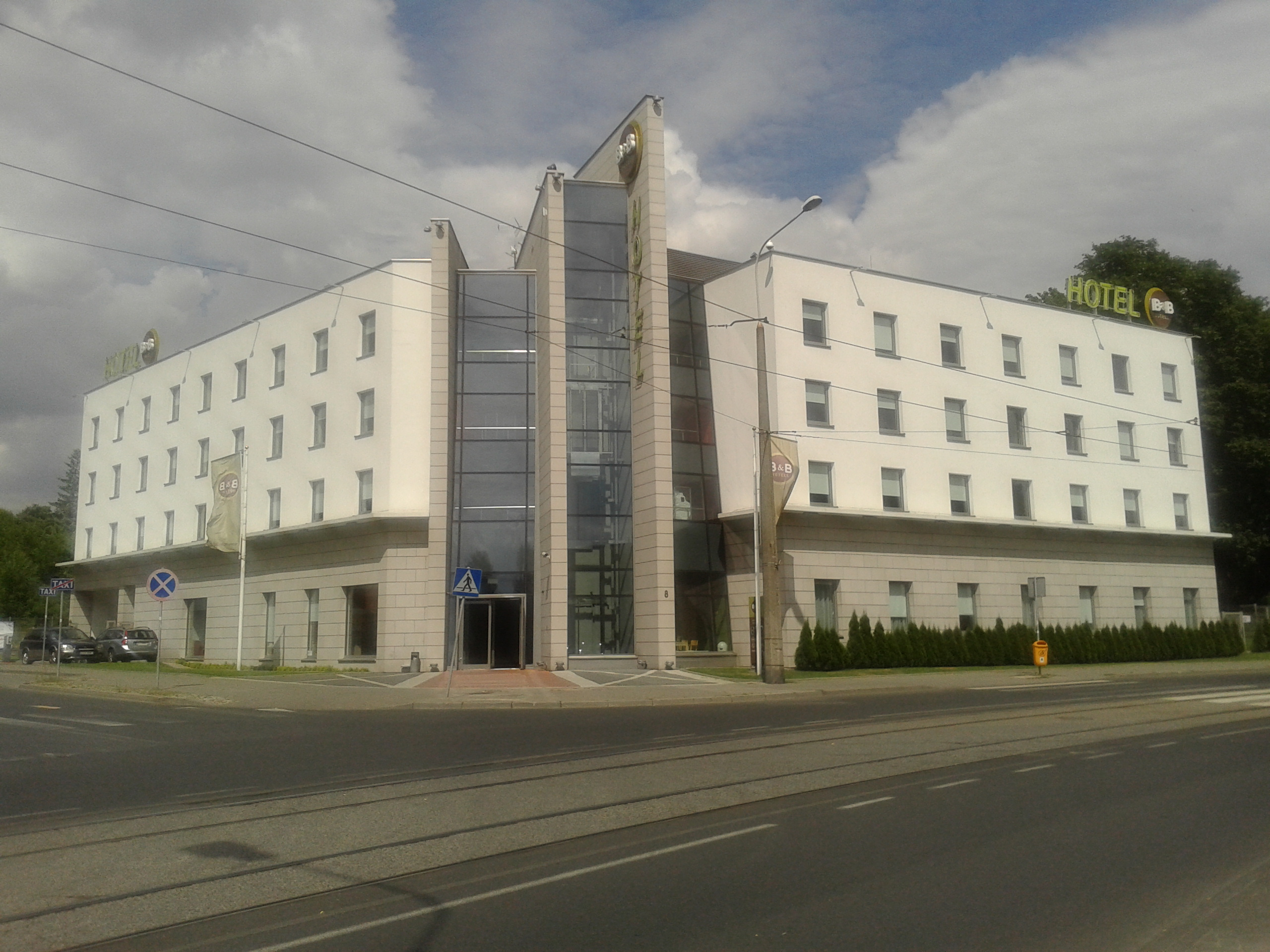
Hotel B&B w Toruniu

Logo

B&B Hotels – międzynarodowa marka dwugwiazdkowych hoteli ekonomicznych zrzeszająca ponad 850 obiektów w Europie. Pierwsze hotele uruchomiła w 1990 roku we Francji. W 2010 zaistniała w Polsce otwierając hotel B&B w Toruniu, następnie w 2011 w Warszawie, w 2013 we Wrocławiu i w 2016 w Łodzi i w Katowicach. B&B HOTELS Polska obecnie posiada 16 hoteli, kolejne otwarcie planowane jest w Lesznie i Wrocławiu.